# Marcus Claudius Marcellus III
Marcus Claudius Marcellus (42-23 v.Chr.) was de oudste zoon van Octavia Thurina minor, zus van Octavianus (de latere princeps Augustus), en Gaius Claudius Marcellus, een oud-consul. Deze was langs vaderskant een afstammeling van Marcus Claudius Marcellus, een beroemd generaal tijdens de Tweede Punische Oorlog.

## Leven

### Verwantschap
Marcellus maakte deel uit van de gens Claudia, een van de oudste gentes van Rome, waarvan de leden gedurende vele eeuwen vaak de leiding hadden over de stad en het Imperium Romanum. Hij was een van de naaste mannelijke verwanten van zijn oom Octavianus, die zelf geen zonen had. Al op driejarige leeftijd, toen zijn oom vrede moest sluiten met Sextus Pompius, werd hij verloofd met diens dochter. De verloving werd echter snel vergeten toen Sextus werd verslagen. Naarmate Marcellus ouder werd, werd hij steeds meer betrokken in de propaganda van zijn oom. Zo deed deze in Marcellus' naam bij zijn terugkeer uit Egypte in 29 v.Chr. een congiarium (een schenking) voor de jongens van Rome. Marcellus nam ook deel aan de triomftocht ter ere van Augustus' overwinning op Cleopatra (en Marcus Antonius).

### De opvolging
In 25 v.Chr. trok hij met zijn oom op tegen de Cantabri in Hispania. Toen Octavianus, die inmiddels Augustus werd genoemd, in dat jaar bij de stichting van de nieuwe colonia Emerita Augusta in Hispania spelen organiseerde, werden deze door Marcellus en Tiberius (beiden waren aediles curulis) in goede banen geleid. Marcellus werd geadopteerd door zijn oom, terwijl hij diens dochter Julia Caesaris maior huwde. Het huwelijksfeest zou door Marcus Vipsanius Agrippa zijn georganiseerd daar Augustus zelf te ziek was om dit zelf te doen. Op voorspraak van Augustus werd hij toegelaten tot de senaat als was hij een praetor geweest en het werd hem daarenboven toegestaan dat hij tien jaar eerder dan voorgeschreven naar het consulaat kon dingen. Toen Augustus in 23 v.Chr. ernstig ziek werd, meende men - aldus Cassius Dio - ondanks het feit Augustus geen officiële opvolger had aangeduid dat aan Marcellus de voorkeur werd gegeven. Ook Velleius Paterculus, die onder Tiberius had gediend, vermeldt dat Marcellus als potentieel opvolger van Augustus werd gezien:

De mensen dachten, dat als Caesar iets zou overkomen, dat Marcellus hem dan zou opvolgen. Maar men dacht ook dat Marcus Agrippa dit niet zonder slag of stoot zou laten gebeuren. Marcellus was, zo wordt ons verteld, een jonge man vol goede eigenschappen en met een positieve instelling in geest en handelen, geschikt voor de positie waarvoor hij werd grootgebracht.
— Velleius Paterculus, II 93.1.

Deze passage steunt de suggestie van Tacitus en ander auteurs dat de andere mogelijke opvolgers zoals Tiberius en Agrippa zich bedreigd voelden door Marcellus' opkomst. Na Marcellus' huwelijk trok Agrippa naar Asia "onder het voorwendsel van diensten voor de princeps, maar, volgens geruchten uit die tijd, omwille van zijn stilzwijgende ergernissen aan Marcellus zich toentertijd terugtrok". Cassius Dio voegt hier verder nog aan toe:

[Augustus] begreep goed dat Agrippa buitengewoon geliefd was bij de mensen en hij wilde hem daarom liever niet op eigen gezag aan de macht helpen. Toen hij hersteld was, en ontdekte dat Marcellus om die reden Agrippa niet welgezind was, stuurde hij laatstgenoemde direct naar Syrië, zodat er geen kans op spotternij of andere problemen door hun samenzijn zou kunnen ontstaan. En Agrippa vertrok terstond uit de stad, maar zonder Syrië te bereiken. In plaats daarvan, handelend met meer dan zijn gebruikelijke zelfbeheersing, stuurde hij zijn plaatsvervangers daarnaartoe, en bleef zelf in Lesbos de ontwikkelingen afwachten.
— Cassius Dio, LIII 31.4-32.1

Het naar Marcellus vernoemde theater van Marcellus werd door Augustus voltooid en aan de overledene gewijd.

### Dood
Marcellus was ziek geworden tijdens zijn ambtsperiode als aedilis en overleed op 20-jarige leeftijd in Baiae. Dit tragische overlijden voedde de geruchten dat Marcellus werd vermoord door Augustus' vrouw Livia, omdat ze haar eigen zonen geschikter zou hebben gevonden voor de opvolging. Deze suggestie, gedaan door antieke auteurs, werd overgenomen in Robert Graves' roman I, Claudius.
Cassius Dio deelt het volgende over Marcellus' begrafenis en de daarop volgende eerbewijzen mee:

Augustus gaf hem een publieke begrafenis waarbij hij hem – na de gebruikelijke lofredes – liet bijzetten in het graf dat hij al aan het bouwen was, en als een gedenkteken voor hem voltooide hij het theater waarvan de fundering reeds was gelegd door de vorige Caesar en dat nu de naam Theater van Marcellus zou dragen. En hij gaf ook opdracht dat er een gouden beeld van de overledene, een gouden kroon, en een curulische zetel naar het theater aan de Ludi Romani moesten worden gebracht en zouden moeten worden geplaatst te midden van degenen verantwoordelijk voor de spelen.
Later, nadat zijn gezondheid hersteld was, bracht hij zijn testament naar de senaat en wenste het voor te lezen, om de mensen te laten weten dat hij geen opvolger voor zijn rijk had aangewezen; maar hij las het niet voor, want niemand wilde hiervoor toestemming geven. Maar echt iedereen was verbaasd over hem, omdat, hoewel hij van Marcellus hield als schoonzoon en neef, en hij hem behalve alle andere eerbetoon ook vergaand geholpen had om een groot succes te maken van het feest dat hij als aedilis gaf en waarbij hij het Forum de hele zomer voor de zon had beschut met gordijnen en op het podium een dansende edelman had getoond, alsmede een vrouw van hoge afkomst, dat hij hem toch niet de monarchie had toevertrouwd, maar eigenlijk de voorkeur had gegeven aan Agrippa.
— Cassius Dio, LIII 30.5-31.3.

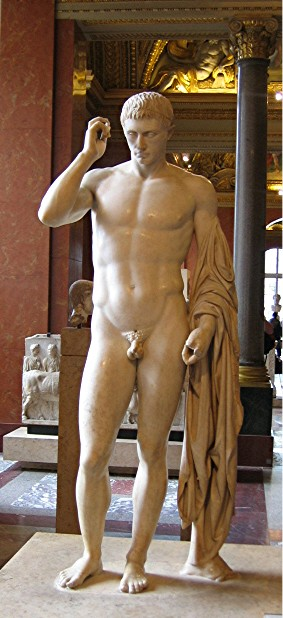
Marcellus als Hermes Logios (ca. 20 v.Chr., Louvre).

Augustus heeft ook standbeelden van Marcellus laten maken, zoals de Marcellus als Hermes Logios.

## Na zijn dood
Kort na Marcellus' dood keerde Agrippa al snel terug uit Asia, en Marcellus' weduwe trouwde kort daarop met hem. Marcellus werd door Vergilius aan het eind van de lijst van illustere Romeinen die Aeneas zag in de onderwereld toegevoegd. Deze passage - die over Marcellus' leven verhaalde, hem in verband brengend met zijn illustere voorvader Marcellus maior, en zijn tragische jonge dood beklagend - werd gezegd Octavia te hebben doen flauwvallen toen het werd voorgelezen aan haar en Augustus.